# SMART-S Mk2

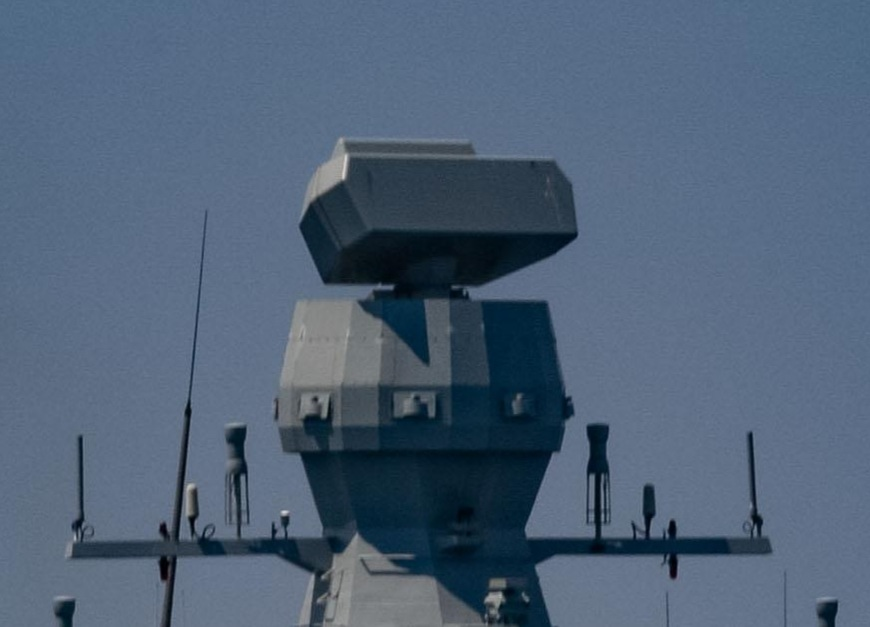
Станция обнаружения надводных целей (Smart-S Mk-2) на корветах типа «Ада»

SMART-S Mk2  (Signal Multibeam Acquisition Radar for Tracking, S band Mk2) — корабельный многолучевой трехкоординатный радар с пассивной фазированной решеткой для наблюдения за воздушным и надводным пространством средней и большой дальности, разработанный Thales Nederland, ранее Hollandse Signaalapparaten (Сигнаал). В то время как оригинальный радар SMART-S был произведен в небольшом количестве, SMART-S Mk2 очень успешен. Всего через шесть лет после его появления флотам всего мира было продано 30 систем. РЛС SMART-S Mk2 оснащена приемо-передающими (T/R) модулями производства турецкой оборонной компании Aselsan. Модули передатчика/приемника радара (T/R) для радара приобретаются компанией Thales у Aselsan.

## Обзор
Система имеет два режима работы: средней дальности до 150 км при 27 об/мин и большой дальности до 250 км при 13,5 об/мин. Радар в основном предназначен для легких фрегатов, корветов и кораблей типа Landing Platform Docks (LPD). SMART-S Mk2  обеспечивает полную поддержку ракет земля-воздух, таких как RIM-162 ESSM.
- Антенная система:
  - Количество формируемых лучей: 12
  - Интегрирована система идентификации свой-чужой (IFF)
- Максимальная дальность обнаружения:
  - Стелс-ракеты: 50 км;
  - Патрульный самолет: 200 км.
- Точность по дальности: <15 м [3];
- Максимальное количество сопровождаемых целей:
  - Надводных/воздушных: 500 / 700 [3]
- Охлаждение: Водяное [3]
- Полностью автоматическое обнаружение и сопровождение воздушных и надводных целей [3]
- Встроенная аппаратура электронного противодействия (ECCM) [3]
- Обнаружение и отслеживание помех [1];
- Автоматическая классификация целей [1]

## Операторы
- Корветы типа «Ада» (сборка по лицензии компанией Aselsan)[1];
- Корабли управления и поддержки типа «Абсалон»
- Фрегаты типа «Мартадината»
- Фрегаты типа «Бранденбург»
- ( ) en:Gowind-class corvette
- Фрегаты типа «Барбарос»
- Фрегаты типа «Галифакс»
- Корветы типа «Хариф»
- Фрегаты типа «Альмиранте Падилья»
- Эскадренные миноносцы типа «Кассар»
- Авианосец «Шарль де Голль»
- Патрульные корабли типа «Гуайкери»
- Фрегаты типа «Анзак» — два фрегата ВМС Новой Зеландии получили SMART-S Mk2 в процессе программы модернизации ANZAC[7].
- Фрегаты типа «Карел Дорман» (Upgraded Mk1)

## Будущие операторы
- en:Maharaja Lela-class frigate ВМС Малайзии — SMART-S Mk 2.
- en:Adhafer-class corvette ВМС Алжира планируется оснастить радаром Thales Smart-S Mk2[8].
- en:ORP Ślązak — корветы типа «Гаврон», реклассифицированные в патрульные корабли, предполагается оснастить SMART-S Mk2[9].
- Корветы типа «Сигма 10514» ВМС Мексики — SMART-S Mk2[10].